# 22. februar
22. februar je 53. dan leta v gregorijanskem koledarju. Ostaja še 312 dni (313 v prestopnih letih).

## Dogodki
- 1279 pr. n. št. - kronanje Ramzesa II., na katerega obraz vsako leto padejo sončni žarki v templju v Abu Simblu
- 1281 – Martin IV. postane papež
- 1288 – Nikolaj IV. postane papež
- 1495 – kralj Karel VIII. vkoraka v Neapelj in zahteva mestno krono
- 1558 – ustanovljena univerza v Jeni
- 1630 – ameriški staroselec Quadequine predstavi pokovko angleškim naseljencem pri njihovi prvi večerji ob dnevu zahvalnosti
- 1632 – Galileo objavi Dvogovor o dveh glavnih svetovnih sestavih
- 1819 – Španija ZDA odstopi Florido
- 1828 – Friedrich Wöhler sintetizira sečnino
- 1834 – v Illyrisches Blatt prvič objavljen Prešernov Sonetni venec
- 1847 – mehiško-ameriška vojna: bitka za Buena Visto - 5.000 ameriških vojakov pod poveljstvom generala Zacharyja Taylorja s pomočjo topništva premagajo 15.000 Mehičanov, ki jim poveljuje Antonio Lopez de Santa Anna
- 1865 – Tennessee sprejme novo ustavo, ki ukine suženjstvo
- 1879 – v Utici, New York Frank Woolworth odpre prvo od mnogih Woolworthovih trgovin za 5 in 10-centov
- 1889 – ameriški predsednik Grover Cleveland podpiše zakonski osnutek, ki dopušča, da Severna Dakota, Južna Dakota, Montana in Washington postanejo ameriške zvezne države
- 1900 – Havaji uradno postanejo ozemlje ZDA
- 1920 – v Emeryvillu, Kalifornija, odprejo prvo pasjo dirko z oponašanjem zajca
- 1924 – Calvin Coolidge postane prvi predsednik ZDA, katerega glas iz Bele hiše oddajajo po radiu
- 1942:
  - druga svetovna vojna: ameriški predsednik Franklin Delano Roosevelt ukaže generalu Douglasu MacArthurju umik s Filipinov
  - Italijani začno obdajati Ljubljano z bodečo žico
- 1943 – v nacistični Nemčiji usmrtijo člane Bele vrtnice
- 1949 – Peking postane prestolnica Kitajske
- 1956 – Elvis Presley prvič pride na glasbene lestvice s pesmijo »Heartbreak Hotel«
- 1959 – Lee Petty zmaga na prvi tekmi Daytone 500
- 1967 – Suharto v Indoneziji odvzame oblast Sukarnu
- 1969 – Barbara Jo Rubin kot prva ženska zmaga na ameriških čistokrvnih konjskih dirkah
- 1973 – hladna vojna: po obisku predsednika Richarda Nixona na Kitajskem se ZDA in Ljudska republika Kitajska sporazumeta o ustanovitvi uradov za sodelovanje
- 1979 – Sveta Lucija (Saint Lucia) postane neodvisna od Združenega kraljestva
- 1980 – ameriška hokejska reprezentanca na zimskih olimpijskih igrah v Lake Placidu, New York, premaga favorizirano sovjetsko s 4 proti 3; tekmi nadenejo ime »Čudež na ledu«
- 1994 – Aldrich Amesa in njegovo ženo Pravosodno ministrstvo Združenih držav Amerike obtoži vohunjenja za Sovjetsko zvezo; kasneje ga obsodijo na dosmrtno ječo, ženo pa na 5 let ječe
- 1997 – znanstveniki v Roslinu (Škotska) objavijo, da so uspešno klonirali odraslo ovco Dolly, ki se je skotila julija 1996
- 2002 – helikopter MH-47E Chinook blizu Filipinov strmoglavi v ocean; umre vseh 10 članov posadke
- 2011 – Christchurch na Novi Zelandiji prizadene močan potres

## Rojstva
- 1303 – Šidebala, mongolski vrhovni kan, cesar dinastije Yuan († 1323)
- 1440 – Ladislav Posmrtni, avstrijski vojvoda, češki in ogrski kralj († 1457)
- 1732 – George Washington, prvi predsednik ZDA († 1799)
- 1749 – Johann Nikolaus Forkel, nemški muzikolog († 1818)
- 1778 – Rembrandt Peale, ameriški slikar († 1860)
- 1788 – Arthur Schopenhauer, nemški filozof († 1860)
- 1796 – Lambert Adolphe Jacques Quételet, belgijski matematik († 1874)
- 1810 – Fryderyk Franciszek Chopin - Frédéric-François Chopin, poljsko-francoski skladatelj (možen datum rojstva je tudi 1. marec) († 1849)
- 1814 – Valentin Pleiweis, slovenski bankir in mecen († 1881)
- 1817 – Carl Wilhelm Borchardt, nemški matematik († 1880)
- 1819 – James Russell Lowell, ameriški pesnik, esejist († 1891)
- 1839 – Francis Pharcellus Church, ameriški urednik, založnik († 1906)
- 1840 – August Bebel, nemški politik († 1913)
- 1849 – Nikolaj Jakovljevič Sonin, ruski matematik († 1915)
- 1856 – Josip Lenarčič, slovenski veleposestnik, politik in industrialec, († 1939)
- 1857:
  - lord Robert Baden-Powell, ustanovitelj skavtskega gibanja († 1941)
  - Heinrich Rudolf Hertz, nemški fizik († 1894)
- 1878 – Walter Ritz, švicarski fizik († 1909)
- 1879 – Johannes Nicolaus Brønsted, danski fizikalni kemik († 1947)
- 1880:
  - Frigyes Riesz, madžarski matematik († 1956)
  - Eric Otto Valdemar Lemming, švedski atlet († 1930)
- 1881 – Albin Prepeluh, slovenski politik († 1937)
- 1886 – Hugo Ball, nemški pisatelj, dramatik, gledališki igralec († 1927)
- 1888 – Peter Butkovič-Domen, slovenski ugankar († 1953)
- 1889 – Olave Baden-Powell, žena lorda Roberta Baden-Powella, skavtinja ustanoviteljica in prva načelnica skavtinj(† 1977)
- 1892 – Edna St. Vincent Millay, ameriška pisateljica († 1950)
- 1896 – Metod Badjura, slovenski filmski režiser († 1971)
- 1900 – Luis Buñuel Portolés, španski filmski režiser († 1983)
- 1902 – Mickey Marcus, ameriški častnik, general († 1948)
- 1903:
  - Frank Plumpton Ramsey, britanski matematik († 1930)
  - Morley Callaghan, kanadski pisatelj († 1990)
- 1907:
  - Robert Young, ameriški filmski igralec († 1998)
  - Sheldon Leonard, filmski igralec, pisatelj, filmski režiser, producent († 1997)
- 1908 – John Mills, filmski igralec († 2005)
- 1918 – Robert Pershing Wadlow, ameriški velikan († 1940)
- 1926 – Kenneth Williams, angleški filmski igralec († 1988)
- 1932 – Edward Moore Kennedy - Ted Kennedy, ameriški politik, brat Johna in Roberta F. Kennedyja († 2009)
- 1944:
  - Jonathan Demme, ameriški filmski režiser
  - Robert Kardashian, odvetnik O. J. Simpsona
- 1946 – Vsevolod Ivanovič Saharov, ruski filolog, pisatelj, kritik
- 1949 – Andreas Nikolaus »Niki« Lauda, avstrijski avtomobilistični dirkač Formule 1 († 2019)
- 1950:
  - Julius Erving, ameriški košarkar
  - Julie Walters, angleška filmska igralka
  - Miou-Miou, francoska filmska igralka
- 1959 – Kyle MacLachlan, ameriški filmski igralec
- 1962 – Steve Irwin, avstralski herpetolog, televizijska osebnost (The Crocodile Hunter) († 2006)
- 1966 – Brian Andrew Greig, avstralski državnik
- 1968 – Jeri Ryan, ameriška filmska igralka
- 1972 – Miran Šadl, slovenski velikan
- 1975 – Drew Barrymore, ameriška filmska igralka

## Smrti
- 1071 – Arnulf III., flandrijski grof (* ok. 1055)
- 1111 – Rogerij Borsa, apulijski vojvoda (* 1060)
- 1169 – Širkuh, sirski vojskovodja, egiptovski vezir
- 1297 – Margareta iz Cortone, italijanska spokornica, svetnica (* 1247)
- 1371 – David II., škotski kralj (* 1324)
- 1407 – Pir Mohamed Ibn Džahangir, emir Timuridskega cesarstva  (* okrog  1374)
- 1512 – Amerigo Vespucci, italijanski pomorščak (* 1454)
- 1636 – Santorio Santorio, italijanski zdravnik (* 1561)
- 1674 – Jean Chapelain, francoski pesnik, literarni kritik (* 1595)
- 1680 – Catherine Monvoisin - La Voisin, francoska vedeževalka (* okoli 1640)
- 1797 – baron Karl Friedrich Hieronymus von Münchhausen, nemški pustolovec (* 1720)
- 1816 – Adam Ferguson, škotski filozof in zgodovinar (* 1723)
- 1873 – Peter Dajnko, slovenski duhovnik, pisatelj, slovničar (* 1787)
- 1875 – sir Charles Lyell, škotski geolog (* 1797)
- 1897 – Jean-François Gravelet - Blondin, francoski vrvohodec (* 1824)
- 1900 – Dan Rice, ameriški klovn (* 1823)
- 1901 – George Francis FitzGerald, irski matematik (* 1851)
- 1903 – Hugo Wolf, slovensko-avstrijski skladatelj (* 1860)
- 1913:
  - Ferdinand de Saussure, švicarski filozof in jezikoslovec (* 1875)
  - Francisco Indalecio Madero, mehiški državnik, v letih 1911-1913 predsednik Mehike (* 1873)
- 1942 – Stefan Zweig, avstrijski pisatelj (* 1881)
- 1943:
  - Hans Scholl, nemški upornik (* 1918)
  - Sophie Scholl, nemška upornica (* 1921)
- 1944 – Karel Destovnik Kajuh, slovenski pesnik (* 1922)
- 1961 – Nick LaRocca, ameriški jazzovski glasbenik, trobentač (* 1889)
- 1965 – Felix Frankfurter, sodnik Vrhovnega sodišča ZDA (* 1882)
- 1968 – Peter Arno, ameriški risar risank (* 1904)
- 1976:
  - Florence Ballard, ameriška pevka skupine The Supremes (* 1943)
  - Michael Polanyi, madžarsko-britanski kemik in filozof (* 1891)
- 1980 – Oskar Kokoschka, avstrijski slikar, pesnik (* 1886)
- 1984:
  - Jessamyn West, ameriška pisateljica (* 1902)
  - Uwe Johnson, nemški pisatelj (* 1934)
- 1987:
  - Franjo Dominko, slovenski fizik, astronom (* 1903)
  - Andrew Warhola – Andy Warhol, ameriški slikar (* 1928)
- 1994 – Papa John Creach, ameriški glasbenik (* 1917)
- 2002:
  - Jonas Savimbi, angolski uporniški vodja (* 1934)
  - Chuck Jones, ameriški risar risank, animator (* 1912)
- 2003 – Kurt Gscheidle, nemški politik (* 1924)
- 2005 – Mladen Delić, hrvaški športni novinar (* 1919)

## Prazniki in obredi
- katolištvo – sedež Svetega Petra
- ZDA - Washingtonov rojstni dan (tradicionalno)
- Dan spomina – skavti in taborniki se na dan spomina spominjajo rojstev ustanovitelja skavtov Roberta Baden-Powella in njegove žene Olave, ustanoviteljice skavtinj

## Goduje
- sveta Margareta Kortonska